# Patrice Vermette
Patrice Bricault-Vermette (* 1970 in Montreal) ist ein kanadischer Szenenbildner und Artdirector. Seit Ende der 1990er-Jahre hat er an über 20 Filmen mitgewirkt. Für seine Arbeit an dem Science-Fiction-Film Dune (2021) gewann er einen Oscar.

## Leben
Vermette hat als Artdirector in knapp 500 Fernsehwerbefilmen und mehr als 40 Musikvideos, u. a. für Metallica und Shania Twain, mitgewirkt. Er gewann zahlreiche Preise für seine Werbekampagnen, darunter 2000 einen silbernen und 2007 einen goldenen Löwen bei den Internationalen Werbefestspielen in Cannes.
Bereits 1998 arbeitete er für Regisseur Jean-Marc Vallée an dem Kurzfilm Les mots magiques. 2005 arbeiteten die beiden für C.R.A.Z.Y. – Verrücktes Leben erneut zusammen. Für seine Arbeit an diesem Film wurde Vermette in der Kategorie Best Art Direction mit den kanadischen Filmpreisen Genie Award und Prix Jutra sowie mit einem Preis beim Gijón International Film Festival ausgezeichnet.  
Auch für Vallées Historienfilm Victoria, die junge Königin aus dem Jahr 2009 war Vermette für das Szenenbild verantwortlich. Bei der Oscarverleihung 2010 wurde er dafür gemeinsam mit Maggie Gray in der Kategorie Bestes Szenenbild für einen Oscar nominiert. Auch bei den Washington DC Area Film Critics Association Awards erhielt er eine Nominierung.
Für das Szenenbild im Film 1981 des Regisseurs Ricardo Trogi wurde er 2010 erneut für einen Genie Award nominiert.
2017 erhielt Vermette eine weitere Oscar-Nominierung für seine Arbeit an dem Science-Fiction-Film Arrival (2016). Eine Auszeichnung folgte bei der Oscarverleihung 2022 für seine Zusammenarbeit mit Zsuzsanna Sipos an Dune. Eine weitere Nominierung erhielt er 2025 für Dune: Part Two zusammen mit Shane Vieau.

## Filmografie (Auswahl)
- 1996: Snowboard Academy
- 1998: Les mots magiques (Kurzfilm)
- 2001: Dead Awake
- 2001: Hidden Agenda
- 2005: C.R.A.Z.Y. – Verrücktes Leben (C.R.A.Z.Y.)
- 2009: Victoria, die junge Königin (Young Victoria)
- 2009: 1981
- 2010: La cité
- 2013: Prisoners
- 2013: Enemy
- 2016: Arrival
- 2018: Vice – Der zweite Mann (Vice)
- 2021: Dune
- 2023: Enemy (Foe)
- 2024: Dune: Part Two